# CHESS (динамический анализатор)
CHESS — программа проверки моделей для поиска ошибок/гейзенбагов в многопоточных программах с помощью систематического перебора всевозможных переключений потоков. Инструмент находит такие ошибки как гонки, тупики, и разрушения данных, которые чрезвычайно сложно найти обычным тестированием. После нахождения ошибки CHESS предоставляет повторяемое выполнение программы ведущее к ошибке, существенно упрощая отладку. CHESS может использоваться как альтернатива нагрузочного тестирования (англ. stress testing).